# Regina Kijkowska
Regina Kijkowska-Koźlik (ur. 3 stycznia 1934; zm. 27 stycznia 2021) – polska chemiczka, prof. dr hab.

## Życiorys
W 1959 ukończyła studia na Uniwersytecie im. Adama Mickiewicza. Obroniła pracę doktorską, następnie uzyskała stopień doktora habilitowanego. 12 maja 1992 nadano jej tytuł profesora w zakresie nauk technicznych. Została zatrudniona na stanowisku profesora zwyczajnego na Wydziale Inżynierii Dentystycznej Wyższej Szkole Inżynierii Dentystycznej i Nauk Humanistycznych im. prof. Meissnera w Ustroniu, oraz dziekana na Wydziale Inżynierii i Technologii Chemicznej Politechniki Krakowskiej im. Tadeusza Kościuszki.
Była członkiem Komitetu Chemii na III Wydziale - Nauk Matematycznych, Fizycznych i Chemicznych Polskiej Akademii Nauk.